# 河口区
河口区（かこう-く）は、中華人民共和国山東省東営市に位置する市轄区。1984年成立。黄河の河口の北側に位置する。石油や天然ガスが豊富で、勝利油田の産油区の1つとなっている。

## 行政区画
- 街道：河口街道、六合街道
- 鎮：義和鎮、仙河鎮、孤島鎮、新戸鎮